# Frutos Santos
Frutos Santos (Ambalema, ¿?-Ambalema, 28 de enero de 1884) fue un empresario, político y militar colombiano, presidente del Estado Soberano del Tolima entre 1879 y 1881. 

## Biografía
De ascendencia india, su padre fue Antonio Santos, empresario administrador de la hacienda Paquiló, propiedad de la multinacional inglesa Fruling & Gosschen, y posteriormente gerente de la Casa Montoya Sáenz. Aunque su infancia, estudios y juventud son desconocidas, para 1873 ya era un reconocido dirigente liberal en Ambalema. 
Fue en ese año, 1873, que intentó sublevarse contra el gobierno conservador del Estado Soberano del Tolima, apoyado por las fuerzas liberales de Cundinamarca. Sin embargo, el alzamiento fracasa. En 1877 se enfrentó con la empresa Fruling & Gosschen por el control de la Hacienda Paquiló, costándole esto ser acusado por Ricardo Gaitán Obeso de abuso de poder y estar detrás de la "Culebra de Ambalema". 
Tuvo un destacado papel en la Guerra de las Escuelas, especialmente en la Batalla de La Garrapata. El 22 de marzo de 1879, fue elegido por el Congreso Federal como uno de los ocho "generales en disponibilidad", entre quienes debía elegirse el Comandante del Ejército Nacional. Entres los demás candidatos también se listaban a destacados militares como Santos Acosta y Gabriel Vargas Santos, todos reconocidos líderes militares del país. Ese año también se postula como candidato a la presidencia estatal de Tolima, enfrentándose al conservador Didacio R. Delgado, quien tras perder las elecciones invade a Tolima desde Cundinamarca para tomar el poder por la fuerza. Santos es electo y se posesiona el 16 de diciembre de 1879 en Ambalema aduciendo que el orden público estaba turbado y por eso podría posesionarse en otra ciudad distinta a la capital estatal. 
Durante su posesión critica al presidente Julián Trujillo por no evitar la invasión conservadora, además de comprometerse a cumplir los términos del Tratado de Natagaima, que supuso la capitulación de las fuerzas rebeldes. Después se trasladó a Neiva y el 15 de enero de 1880 recibió una carta del gobernador liberal de Antioquia, el radical Tomás Rengifo, quien invitaba a Santos a que se rebelara junto con él y el gobierno radical del Estado de Cauca para «para salvar las instituciones», amenazadas por el gobierno de Julián Trujillo y los liberales independientes liderados por Rafael Núñez. De inmediato, Santos le respondió rechazando la invitación respondiendo que «el partido liberal del Tolima es antipático a las luchas de círculo [y] sólo tiene entusiasmo, energía y decisión por una lucha como la de 1876; pero son muy pocos los liberales que se apasionan por estas luchas domésticas del partido», además de criticar a Rengifo diciéndole: «Los hombres de la alta posición de Ud. tienen, más que deberes de caudillos militares para con su partido, deberes de hombres de Estado que llenar para con el país».
Su gestión en el gobierno estatal fue una época de progreso, marcada por la construcción de escuelas, redes de comunicación y vías terrestres, apenas enfrentando conflictos armados durante su gobierno, según reconocerían líderes como José María Álvarez y Aníbal Galindo. Pese a sostener disputas políticas con el gobierno de Rafael Núñez, mantuvo con este una relación cordial. 
En las elecciones de 1881 su candidato y amigo, Aníbal Gaviria fue derrotado por Marcelo Barrios, quien sucedió en la presidencia estatal a Santos en diciembre de ese año. Tras esto, se retira de la política y se dedica a los negocios, falleciendo en Ambalema el 28 de enero de 1884.